# Грэнджер, Энн
Энн Грэнджер (12 июля 1939 года, Портсмут, Англия) — английская писательница, автор детективных романов.

## Биография
Получила научную степень по современному языку в Лондонском университете. В течение года преподавала английский язык во Франции.
В дальнейшем работала в визовых отделах британских консульств в Югославии, Чехословакии и Австрии. Вышла замуж за коллегу, имеет двоих детей. Переезжала вместе с мужем в Замбию и Германию перед тем, как вернуться жить в Англию.
Первые романы Грэнджер были на историческую тематику и публиковались под псевдонимом Ann Hulme.
Первый детективный роман писательницы, «Say It With Poison», был опубликован в 1991 году.

## Избранная библиография
Более полный список книг на русском языке:
Серия: Кэмпбелл и Картер
1. Смерть на заброшенной ферме (2009, Mud, Muck and Dead things)
2. Тени прошлых грехов (2011, Rack, Ruin and Murder)
3. Дыхание смерти (2013, Bricks and Mortality)

Серия: Мередит Митчелл и Алан Маркби
1. Зловещая тайна Вестерфилда (1991, Say It with Poison)
2. Хорошее время для убийства (1991, A Season For Murder)
3. Как холодно в земле (1992, Cold in the Earth)
4. Убийца среди нас (1992, Murder Among Us)
5. Где старые кости лежат (1993, Where Old Bones Lie)
6. Прекрасное место для смерти (1994, A Fine Place For Death)
7. Цветы на его похороны (1994, Flowers For His Funeral)
8. Свеча для трупа (1995, Candle For a Corpse)
9. Помни, что ты смертный (1996, A Touch of Mortality)
10. Посмертное слово, или Секрет миссис Смитон (1996, A Word After Dying)
11. Окликни мертвеца (1998, Call the Dead Again)
12. Под камнем сим (1999, Beneath these Stones)
13. Тени убийства (2000, Shades of Murder)
14. Неугомонное зло (2002, A Restless Evil)
15. Дорога к убийству (2004, That Way Murder Lies)

Серия
Фран Варади
1. В поисках неприятностей (1997, Asking for Trouble)
2. В дурном обществе (1997, Keeping Bad Company)

Серия
Лиззи Мартин
1. Убийство в старом доме (2006, A Rare Interest in Corpses)
2. Любопытство наказуемо (2008, A Mortal Curiosity)
3. Убийство в приличном обществе (2010, A Better Quality of Murder)
4. На злодеев глаз наметан (2012, A Particular Eye for Villainy)

### На русском языке
- Зловещая тайна Вестерфилда (2009)
- Убийца среди нас (2010)
- Где старые кости лежат (2010)
- Прекрасное место для смерти (2010)
- Цветы на его похороны (2010)
- Хорошее время для убийства (2010)
- Свеча для трупа (2010)
- Как холодно в земле (2011)
- Смерть на заброшенной ферме (2012)
- Тени убийства (2012)
- Неугомонное зло (2012)
- Дорога к убийству (2012)
- Хорошее время для убийства (2012)
- Любопытство наказуемо (2014)

### На английском языке
Исторические романы
- A Poor Relation (1979)
- Summer Heiress (1982)
- The Garden of the Azure Dragon (1986)
- The Unexpected American (1989)
- A Scandalous Bargain (1990)
- False Fortune (1991)

Mitchell & Markby mysteries
- Say It with Poison (1991) №1 *есть в русском переводе "Зловещая тайна Вестерфилда"
- A Season For Murder (1991) №2 *есть в русском переводе "Хорошее время для убийства"
- Cold in the Earth (1992) №3 *есть в русском переводе " Как холодно в земле"
- Murder Among Us (1992) №4 *есть в русском переводе "Убийца среди нас"
- Where Old Bones Lie (1993) №5 *есть в русском переводе "Где старые кости лежат"
- A Fine Place For Death (1994) №6 *есть в русском переводе "Прекрасное место для смерти"
- Flowers For His Funeral (1994) №7 *есть в русском переводе "Цветы на его похороны"
- Candle For a Corpse (1995) №8 *есть в русском переводе "Свеча для трупа"
- A Touch of Mortality №9 *есть в русском переводе "Помни, что ты смертный"
- A Word After Dying (1996) №10 *есть в русском переводе "Посмертное слово" или "Секрет миссис Смитон"
- Call the Dead Again №11 *есть в русском переводе "Окликни мертвеца"
- Beneath These Stones №12 *есть в русском переводе "Под камнем сим"
- Shades of Murder №13 *есть в русском переводе "Тени убийства"
- A Restless Evil №14 *есть в русском переводе "Неугомонное зло"
- That Way Murder Lies(2004) №15 *есть в русском переводе "Дорога к убийству"
- An Unfinished Murder N16

Fran Varady mysteries
- Asking for Trouble (1997) *есть в русском переводе "В поисках неприятностей"
- Keeping Bad Company (1997) *есть в русском переводе "В дурном обществе"
- Running Scared (1998)
- Risking It All (2001)
- Watching Out (2003)
- Mixing With Murder (2005)
- Rattling the Bones (2007)

Lizzie Martin Mysteries
- A Rare Interest in Corpses (2006) №1 (The Companion) *есть в русском переводе "Убийство в старом доме"
- A Mortal Curiosity (2008) №2  *есть в русском переводе "Любопытство наказуемо"
- A Better Quality of Murder (2010) №3 * есть в русском переводе "Убийство в приличном обществе"
- A Particular Eye for Villainy (2012) №4 * есть в русском переводе "На злодеев глаз наметан"
- The Testimony of the Hanged Man №5
- The Dead Woman of Deptford №6
- The Murder’s Apprentice N7
- The Truth Seeker’s Wife N8

Campbell & Carter mysteries
- Mud, Muck and Dead things (2009) №1 *есть в русском переводе "Смерть на заброшенной ферме"
- Rack, Ruin and Murder (2011) №2 *есть в русском переводе "Тени прошлых грехов"
- Bricks and Mortality №3 *есть в русском переводе "Дыхание смерти"
- Dead in the Water №4
- Rooted in Evil №5
- A Matter of Murder N6